# Футболна топка
Футболната топка е средство, с което се играе футбол.
Има формата на идеално кълбо, като нейните размери, тегло и състав са определени със Закон 2 от Правилата на играта на ФИФА. Когато дадена топка се използва за големи международни турнири, тя трябва да отговаря на още по-строги норми и стандарти.
Според изискванията на правилата на играта топката трябва да бъде кръгла, с обиколка 68.6–71.1 cm (27–28 in), да тежи 410–450 g (14–16 oz) и да бъде направена от кожа. Налягането на топката трябва да бъде равно на 0.6 до 1.1 атмосфери (60–111 kPa or 8.7–16.1 psi), което се равнява на 600-1100 г/кв.см при морско равнище.

## История
Ранните версии на футболна топка са от пикочен мехур или стомах на животно, но те твърде лесно се спукват, когато се ритат силно. С течение на времето топката се усъвършенства и се стига до вариантите, които познаваме днес. Всичко това е възможно благодарение на разработките на хора като Чарлз Гудиър и Доменико Нобили, които въвеждат каучука и неговата вулканизирана форма при производството на футболни топки.
През 1863 година за пръв път се изготвят спецификации, на които трябва да отговарят футболните топки. Преди това те са изготвени от напомпани животински кожи, които имат специални подплънки, за да могат да запазят своята кълбовидна форма. През 1872 година за пръв път се определя и материалът, от който могат да се изработват топките.
През годините коженото кълбо се променя изключително много. Първите документални доказателства описват топката като кожена обшивка, пълна с коркови стърготини. В по-късните етапи започва да се използва животински мехур, който се пълни с въздух. Въпреки всичко обаче тези топки са били много лесни за пробиване и насочването им в желаната посока с по-голяма точност е било ужасно трудно.

### Вулканизация
През 1838 г. Чарлз Гудиър и Доменико Нобили започват да създават изделия от вулканизиран каучук, а тяхното откритие драстично подобрява футболната топка. Прогресът не е само в това, че се създават автомобилни гуми, които се помпят с въздух, но футболът печели от откритието. Създават се топки, които са каучуков плондер, като това увеличава тяхната здравина, еластичност, устойчивост и много по-лесно насочване в желаната посока.
Вулканизираният каучук също така помага на топката да устои на умерена топлина и студ, а също така външните панели могат да са по-плътни, което улеснява футболистите в боравенето. Повечето топки от онова време са направени от щавена кожа с 18 секции, разположени в 6 групи по 3 ленти.

### Материал
В началото на ХХ век футболната топка е изработена от каучук и кожа, което я прави идеална за ритане и има добър отскок, но ударът с глава е изключително болезнен за играчите. Този проблем най-вероятно се дължи на абсорбцията на вода от кожата при дъжд, което увеличава многократно теглото на самата топка. Друг проблем е, че кожените ленти не са винаги с еднаква дебелина и качество.

## Характеристика
От няколко години футболните топки започват да се тестват за деформация при удар, както и при рикоширането им от различни повърхности. Самите материали вече са изотопни и имат допълнителен твърд шев. Компаниите като Митре, Адидас, Найк и Пума обещават внедряването на все по-иновативни матирали, с които топките да придобият по-точна траектория на летене, дължина на летежа и здравина.
В повечето случаи топката се състои от 12 петоъгълни и 20 шестоъгълни панела, свързани в специална геометрия. Някои модели имат също така 32 панела, но са с несъразмерна форма, която също така цели постигане на перфектната сферична форма. Плондерът вече се изработва от латекс, който е изключително здрав и позволява напомпването на топката с въздух под голямо налягане. Панелите са свързани със здрава нишка, като самото зашиване се прави вътрешно, за да не пречат ръбовете. Футболната топка е около 22 сантиметра в диаметър (при официалния размер „5“).

## Видове
Съществуват няколко различни вида топки, в зависимост от разновидността на футболната среща и повърхността, на която се провежда мача:
- Тренировъчна топка
- Топка за изкуствена трева
- Топка за футзал
- Топка за уличен футбол
- По-малка топка за фрийстайл футбол